# Lijst van burgemeesters van Parijs
Dit is een lijst van burgemeesters van Parijs, de hoofdstad van Frankrijk.
Het burgemeesterschap van Parijs werd voor het eerst opgericht in 1789 (na het begin van de Franse Revolutie) en bestond aanvankelijk tot 1794, toen het ambt na de Terreur weer werd afgeschaft. Daarna had Parijs meer dan 180 jaar geen eigen burgemeester meer, twee periodes uitgezonderd: de maanden tussen de stichting van de Tweede Franse Republiek en het Juni-oproer (1848) en in de periode 1870–1871, tijdens de Regering van Nationale Verdediging. Met de grondlegging van de Derde Franse Republiek werd besloten om de macht over de stad te verdelen en, in plaats van een centraal stadsbestuur, alle Parijse arrondissementen een eigen burgemeester te geven. De centrale leiding van de stad viel vanaf dan direct onder de verantwoordelijkheid van de Franse regering en de prefect van het departement Seine.
In december 1975 werd besloten om voor de stad Parijs weer een burgemeester te benoemen. De eerste verkiezingen voor het ambt werden in 1977 gehouden en vinden sindsdien iedere zes jaar plaats.

## Lijst van burgemeesters
| Nr.                                                      | Burgemeester                  | Begin termijn    | Einde termijn    | Partij               |
| -------------------------------------------------------- | ----------------------------- | ---------------- | ---------------- | -------------------- |
| 1                                                        | Jean Sylvain Bailly           | 15 juli 1789     | 18 november 1791 | Patriottisch         |
| 2                                                        | Jérôme Pétion de Villeneuve   | 18 november 1791 | 15 oktober 1792  | Girondijnen          |
| –                                                        | Philibert Borie (ad interim)  | 7 juli 1792      | 13 juli 1792     |                      |
| –                                                        | René Boucher (ad interim)     | 15 oktober 1792  | 2 december 1792  |                      |
| 3                                                        | Henri Lefèvre d'Ormesson      | 21 november 1792 | 21 november 1792 | Girondijnen          |
| 4                                                        | Nicolas Chambon               | 8 december 1792  | 2 februari 1793  | Girondijnen          |
| 5                                                        | Jean-Nicolas Pache            | 14 februari 1793 | 10 mei 1794      | Jakobijnen           |
| 6                                                        | Jean-Baptiste Fleuriot-Lescot | 10 mei 1794      | 27 juli 1794     | Jakobijnen           |
| Geen benoemingen tussen 17 juli 1794 en 24 februari 1848 |                               |                  |                  |                      |
| 7                                                        | Louis-Antoine Garnier-Pagès   | 24 februari 1848 | 5 maart 1848     | Républicains modérés |
| 8                                                        | Armand Marrast                | 9 maart 1848     | 19 juli 1848     | Républicains modérés |
| Geen benoemingen tussen 19 juli 1848 en 4 september 1870 |                               |                  |                  |                      |
| 9                                                        | Étienne Arago                 | 4 september 1870 | 15 november 1870 | Républicains modérés |
| 10                                                       | Jules Ferry                   | 15 november 1870 | 5 juni 1871      | Républicains modérés |
| Geen benoemingen tussen 5 juni 1871 en 20 maart 1977     |                               |                  |                  |                      |
| 11                                                       | Jacques Chirac                | 20 maart 1977    | 16 mei 1995      | RPR                  |
| 12                                                       | Jean Tiberi                   | 22 mei 1995      | 24 maart 2001    | RPR                  |
| 13                                                       | Bertrand Delanoë              | 25 maart 2001    | 5 april 2014     | PS                   |
| 14                                                       | Anne Hidalgo                  | 5 april 2014     | huidig           | PS                   |